# Schorpioen II
Schorpioen II is een van de koningen die regeerden tijdens de proto-dynastieke periode van Egypte. Zijn naam wordt ook wel aangeduid met Serket.

## Biografie

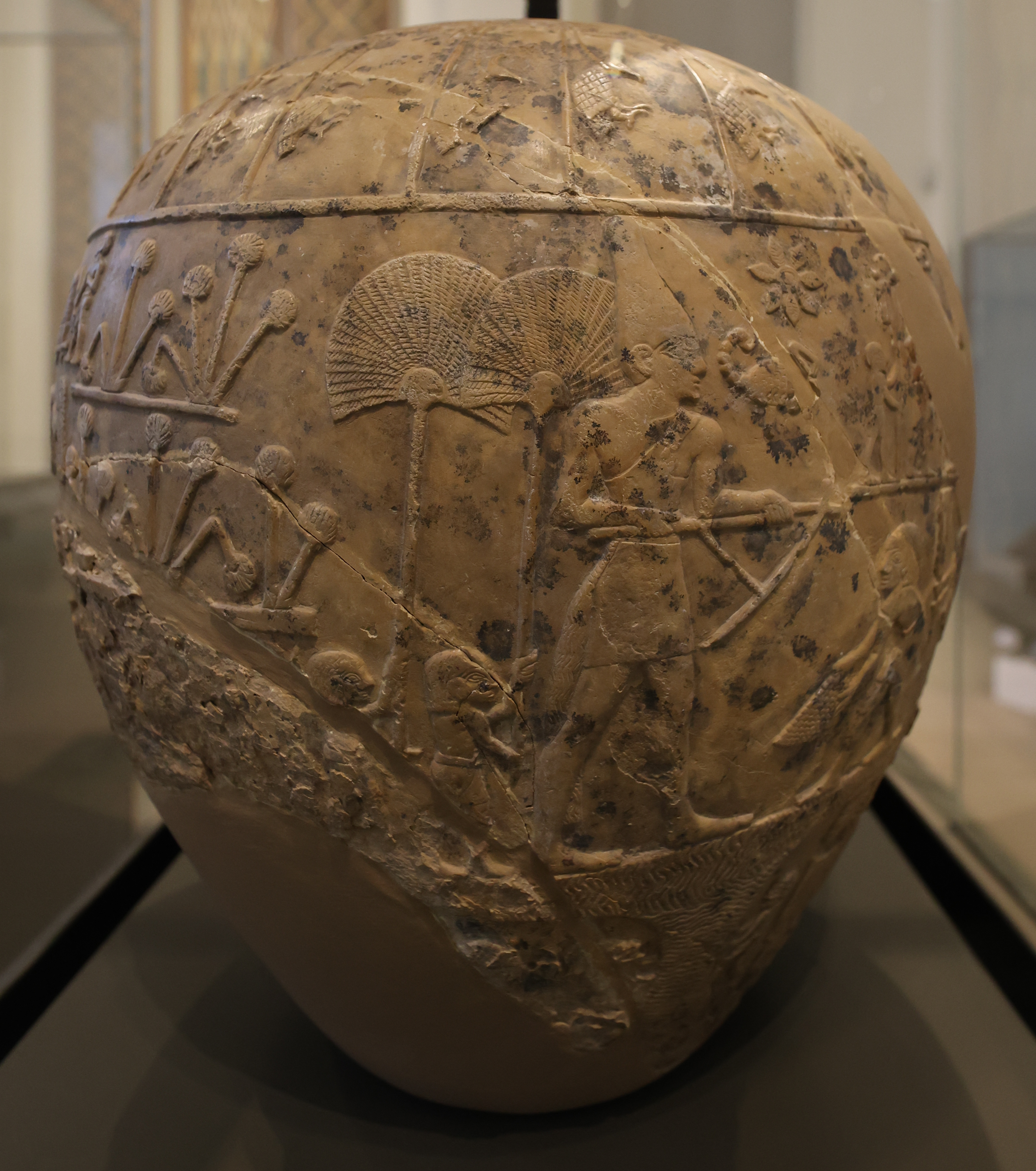
Knotskop van Schorpioen
(ca. 3100-3000 v. Chr.), Ashmolean Museum

De naam van deze koning is bekend van fragmenten van een knotskop, in kalksteen, die bij opgravingen te Hierakonpolis door James Quibell in 1897-1898 gevonden is (Knotskop van Schorpioen). Deze draagt een afbeelding van een Boven-Egyptische koning, herkenbaar aan de hadjet (de witte kroon van Boven-Egypte), die 'srkt' oftewel Schorpioen wordt genoemd. De koning heeft geen Horusnaam maar een rozet voor zijn naam.
Waarschijnlijk was hij een lokale heerser van deze stad. Recent is een circa 5000 jaar oude muurschildering ontdekt door professor John Darnell van de Yale-universiteit waarop eveneens de symbolen van Schorpioen te zien zijn. In de schildering wordt zijn overwinning op een andere predynastieke heerser afgebeeld.

## Populaire Cultuur
- De titel van de film The Scorpion King is gebaseerd op deze farao.

## Galerij

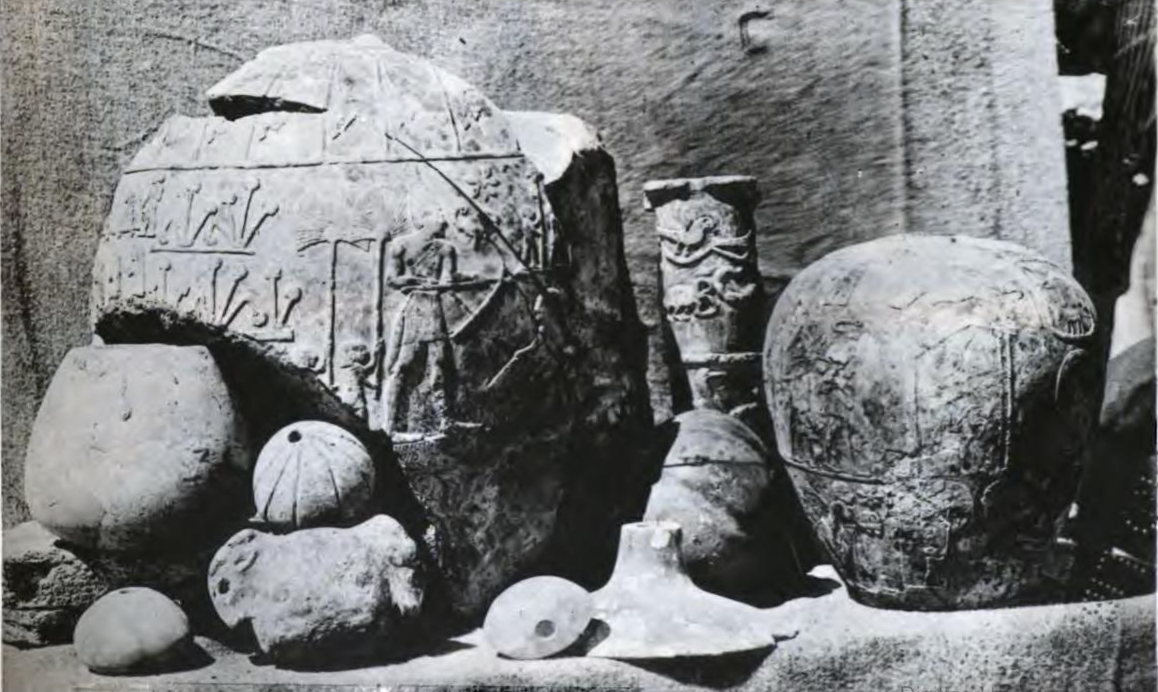
De vondst van de knotskop (ca. 1900), vindplaats Hierakonpolis
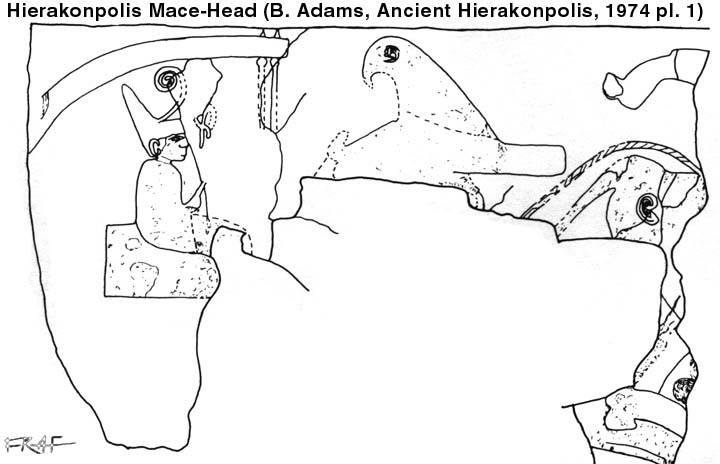
Gravure van de knotskop
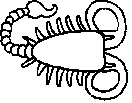
Hiëroglief van de heerser
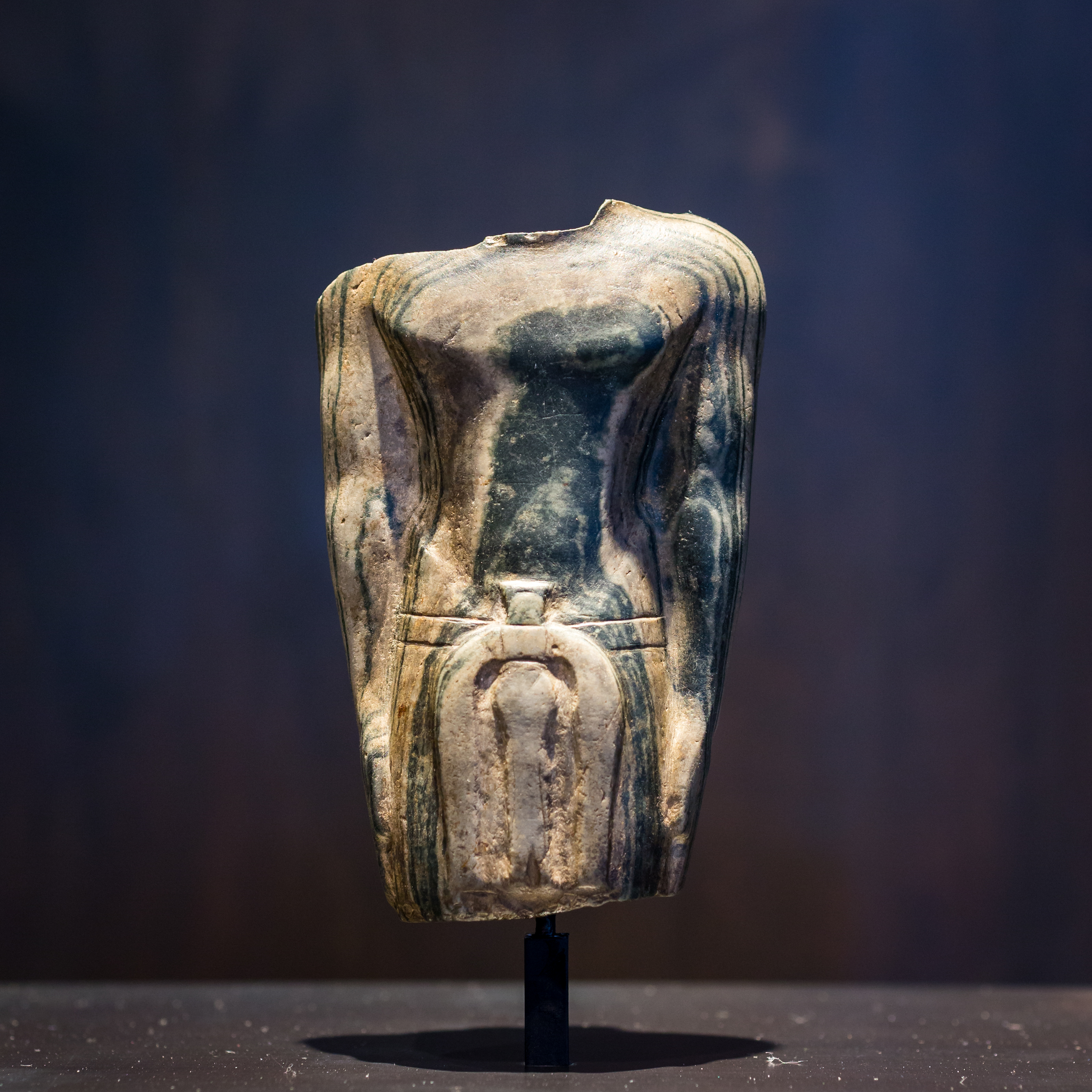
Torso van een beeld, mogelijk van Schorpioen II (ca. 3000 v. Chr.), Staatliches Museum Ägyptischer Kunst